# Nikolai Jakowlewitsch Danilewski

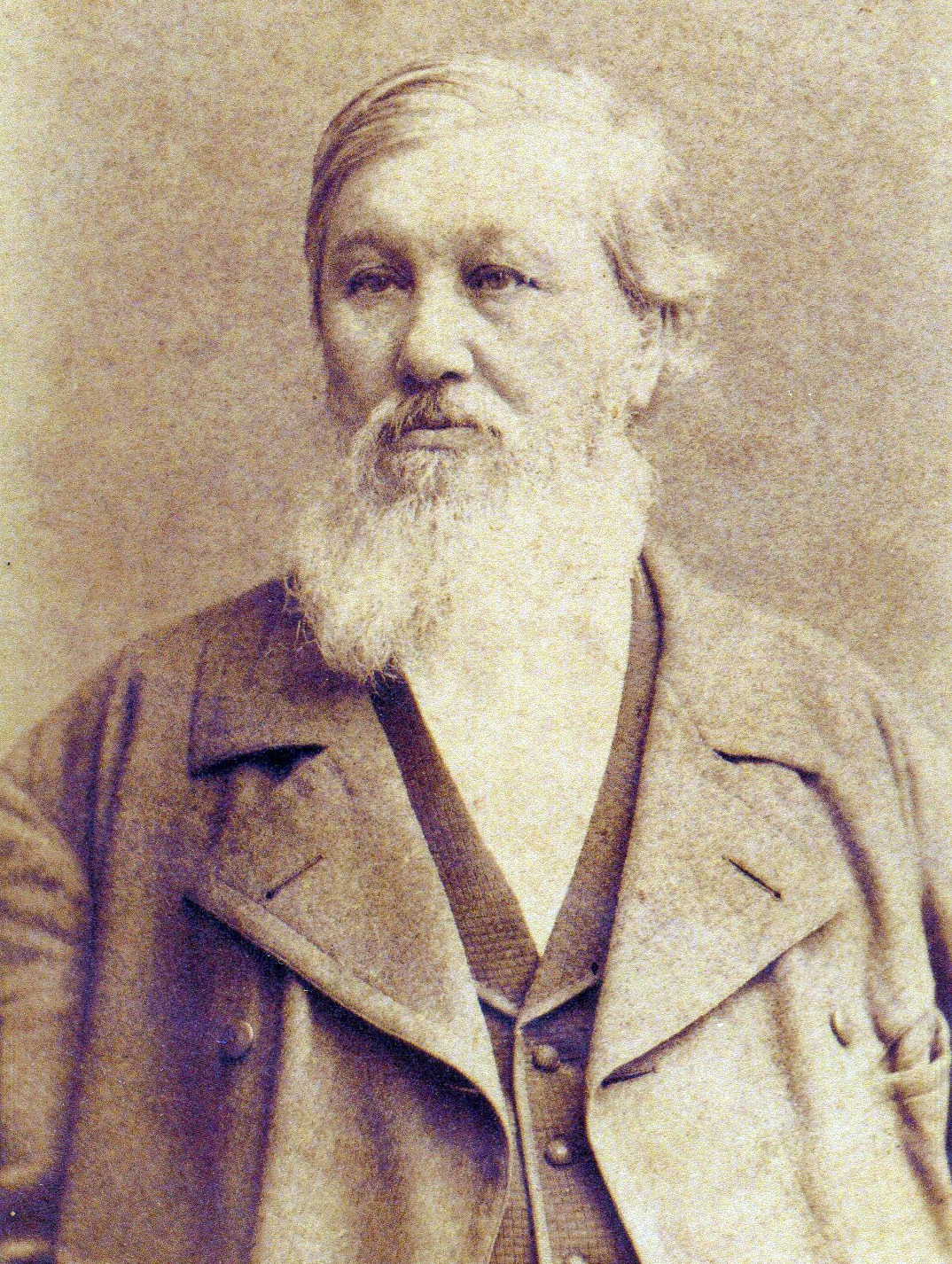
Nikolai Jakowlewitsch Danilewski

Nikolai Jakowlewitsch Danilewski (russisch Николай Яковлевич Данилевский; wiss. Transliteration Nikolaj Jakovlevič Danilevskij; * 28. Novemberjul. / 10. Dezember 1822greg. in Oberze, Gouvernement Orjol; † 7. Novemberjul. / 19. November 1885greg. in Tiflis) war ein russischer Naturwissenschaftler, politischer Schriftsteller und Programmatiker des Potschwennitschestwo und Panslawismus.

## Familie
Danilewski entstammte einer adligen Kosakenfamilie, welche ursprünglich in Podolien lebte. Seine Eltern waren der russische Diplomat und Offizier sowie damalige General der Kavallerie Jakow Iwanowitsch Danilewski (* 1789; † 1855) und Darja Iwanowna Mischina (* 1800; † 1855). Beide starben an Cholera.

## Panslawistisches Programm
Danilewski schrieb in den Jahren 1865 bis 1867 ein 1871 in Sankt Petersburg veröffentlichtes Buch mit dem Titel Russland und Europa. In diesem programmatischen Werk konstruiert er eine kulturelle Identität Russlands und der slawischen Welt, die als eigenständiger Kulturtypus Europa entgegengesetzt wird. Einen Kampf zwischen beiden „Kulturen“ hält er dabei für „unausweichlich“. Er entwickelt dabei eine Theorie der „kulturhistorischen Typen“ und der Gesetzmäßigkeit der Entwicklung von Zivilisationen. Diese Zyklentheorie basiert auf einem idealtypischen Geschichtsbild, wie es bereits von Giambattista Vico formuliert worden war. Danach verlaufe die Geschichte ewig und ideal nach einem bestimmten Zeitmuster, in dem die Geschichten aller Völker die Phasen des Aufstiegs, Fortschritts, Stillstands und Verfalls durchlaufen.
Danilewski nimmt für sein Geschichtsbild Erkenntnisse der Biologie auf. Die Menschheit wird dabei in größere Einheiten aufgeteilt, ähnlich wie er es aus der Botanik mit ihrer Klassifizierung in verschiedene Ordnungen und Familien kannte. Das von Karl Nötzel 1920 in Teilen mit dem Titel Russland und Europa ins Deutsche übersetzte Buch wird die „Bibel“ des Panslawismus genannt.

## Russland versus Europa
Nikolai Danilewski macht drei wesenhafte Unterschiede in der „Mentalität und dem Charakter“ zwischen dem „germanisch-romanischen Kulturtyp“ und der zu errichtenden slawischen Zivilisation aus, die er jeweils einander diametral gegenüberstellt.

### Gewaltsamkeit versus duldsame Rechtgläubigkeit
Ein gemeinsames Wesensmerkmal aller Völker des germanisch-romanischen Kulturtyps sei die Gewaltsamkeit. Das Gefühl von Persönlichkeit und Individualität ist bei Menschen dieses Kulturkreises nach Danilewski unverhältnismäßig ausgeprägt, so dass die betreffenden Menschen ihre eigene Überzeugung und ihre eigenen Interessen so hoch stellen, dass sie versuchen, diese anderen aufzuzwingen.
Da sich die religiöse Intoleranz der römischen Kirche im Protestantismus fortgesetzt habe, folgert er, müsse untrüglich eine Grausamkeit in den germanisch-romanischen Völkern wesenhaft vorhanden sein. Ein wichtiges Indiz sieht er darin, dass dieser Kulturtyp es sogar geschafft habe, das grundsätzlich gewaltlose Christentum für die eigene Sache zu instrumentalisieren.
Dem prinzipiellen Charakter der Gewaltsamkeit des europäischen Typs steht in seiner Theorie die Duldsamkeit des russischen Typs gegenüber. Während Europa den christlichen Glauben brutal entstellt habe, habe der russische Typ seine „Rechtgläubigkeit“ erhalten können. Der Russe sei von Natur aus ein friedlicher Mensch.

### Parteienstreit versus „Volksseele“
Danilewski sieht in seiner Theorie zwischen Russen und Europäern einen Unterschied im Verlauf der geschichtlichen Entwicklung. In Europa sei die Entwicklung durch den Kampf gegensätzlicher Parteien und Interessengruppen vollzogen worden. Die brutaleren Parteien haben sich dabei durchgesetzt und wie immer die friedfertigen verfolgt. Dagegen hätten in Russland geschichtliche Entwicklungen auf rein innerer Basis, in der Tiefe der „Volksseele“ unsichtbar und geräuschlos stattgefunden: „Das Volk sagt sich innerlich von dem los, was der Ablösung oder Veränderung unterliegt, der Kampf verläuft im Inneren des Volksbewusstseins, und wenn die Zeit kommt, das Alte durch das Neue in der Tat zu ersetzen, so vollzieht sich dieser Ersatz mit erstaunlicher Raschheit, ohne sichtbaren Kampf […].“ Parteien seien in Russland Fremdkörper: „Alles, was man bei uns Parteien nennen kann, hängt von dem Eindringen ausländischer und fremdländischer Einflüsse in das russische Leben ab; wenn man deshalb bei uns von einer aristokratischen oder demokratischen Partei spricht, von einer konservativen oder fortschrittlichen, so wissen alle sehr wohl, dass dies nichts als leere Worte sind, hinter denen sich keinerlei Inhalt verbirgt.“

### Wahre orthodoxe Kirche versus verlogener Katholizismus und Protestantismus
Eine Dritte Unterscheidung macht er hinsichtlich der Kirchenzugehörigkeit. Mit der aus Europa entwickelten philosophischen Tradition der Wahrheit-Lüge-Dichotomie antwortet er auf die Überlegung, ob nicht der christliche Hintergrund der Konfessionen eine verbindendes Element beider Kulturtypen darstellen könnte, „dass der Unterschied der Wahrheit von der Lüge unendlich ist, und dass sich zwei Lügen stets weniger voneinander unterscheiden als jede von ihnen von der Wahrheit […].“ Da die orthodoxe Kirche die Wahrheit ist, müssen die beiden Lügen Protestantismus und Katholizismus miteinander mehr gemein haben, als jede von ihnen mit der orthodoxen Wahrheit.

## Wirkung
Danilewski in seiner eurasischen Werteordnung begründete Ablehnung des Westens, der Aufklärung, des Individualismus, des Rationalismus und der Säkularisierung fand mit Dmitri Mereschkowski, Dostojewski und in Deutschland mit Arthur Moeller van den Bruck und dem jungen Thomas Mann berühmte Nachahmer.
Seine Zyklentheorie beeinflusst noch im 20. Jahrhundert Historiker und Kulturwissenschaftler wie Christopher Dawson, Reinhold Niebuhr, Rushton Coulborn, Pitirim Sorokin, Henri Pirenne, Othmar Anderle, Karl August Wittfogel, J. De Beus und nicht zuletzt: Samuel P. Huntington und Bassam Tibi. Übertroffen wurden sie in ihrer Rigorismus nur noch von den zyklischen Vorstellungen Oswald Spenglers und Arnold J. Toynbees. Ob Spengler Danilewskis Anschauung der russischen Kultur vor 1920 gekannt hat, ist unklar, immerhin scheint sein Konzept eines russischen Kultur-„Nachzüglers“ (mit „johanneischem Christentum“) dafür zu sprechen.
Die kulturpessimistische These Danilewskis über den Verfall einer Kultur ist eng verbunden mit der Vorstellung vieler nicht nur konservativer Denker, die nach einer Phase der Dekadenz an eine Restauration oder gar eine kulturelle Wiedergeburt glauben. Zentral finde sich diese Einstellung bei fast allen Denkern der Konservativen Revolution, wie z. B. beim erwähnten Arthur Moeller van den Bruck.
Nikolaj Danilewski wurde mit zunehmender Amtsdauer von Wladimir Putin vermehrt von diesem zitiert und somit in Russland vermehrt gelesen, wie Walter Laqueur feststellte.

## Werke
- Russland und Europa. Eine Ansicht der kulturellen und politischen Beziehungen der slavischen Welt zur germanisch-romanischen. Stuttgart 1960 (Originaltitel: Rossija i Evropa. Vzgljad na kul'turnyja i političeskija otnošenija Slavjanskago mira k Germano-Romanskomu. Erstausgabe:  1920).